# Липје (Карловац)
Липје су насељено мјесто у саставу града Карловца, у Карловачкој жупанији, Република Хрватска.

## Географија
Липје се налази око 15 км источно од Карловца.

## Историја
Липје се од распада Југославије до августа 1995. године налазило у Републици Српској Крајини. До територијалне реорганизације у Хрватској налазио се у саставу бивше велике општине Карловац.

## Становништво
На попису становништва 2011. године, насеље је имало 48 становника.
| Демографија | Демографија | Демографија |
| Година      | Становника  | Становника  |
| ----------- | ----------- | ----------- |
| 1971.       | 110         |             |
| 1981.       | 95          |             |
| 1991.       | 89          |             |
| 2001.       | 72          |             |
| 2011.       |             | 48          |

## Попис 1991.
На попису становништва 1991. године, насељено мјесто Липје је имало 89 становника, следећег националног састава:
| Попис 1991.‍ | Попис 1991.‍ | Попис 1991.‍ | Попис 1991.‍ | Попис 1991.‍ |
| ----------- | ----------- | ----------- | ----------- | ----------- |
|             |             |             |             |             |
| Хрвати      | Хрвати      |             | 82          | 92,13%      |
| Срби        | Срби        |             | 7           | 7,87%       |
| укупно: 89  |             |             |             |             |